# Порошкіно
Порошкіно (рос. Порошкино) — присілок у Всеволожському районі Ленінградської області Російської Федерації.
Населення становить 946 осіб. Належить до муніципального утворення Бугровське сільське поселення.

## Історія
Від 1 серпня 1927 року належить до Ленінградської області.

## Населення
| 1838 | 1848 | 1862 | 1885 | 1896 | 1905 | 1926 |
| ---- | ---- | ---- | ---- | ---- | ---- | ---- |
| 245  | ↗270 | ↗272 | ↗300 | ↗370 | ↘295 | ↗509 |
| 1939 | 1997 | 2002 | 2007 | 2010 | 2017 |      |
| ↘470 | ↘315 | ↗343 | ↗402 | ↗909 | ↗946 |      |